# Янсонс, Бруно
Бруно Янсонс (латыш. Bruno Jansons; 9 сентября 1932, Добельский район, Латвия — 10 октября 2003 Даугавпилс) — ректор Даугавпилсского университета в 1992—1998 годах. В его ректорство в 1993 году с принятием Конституции университета изменился статус учебного заведения из педагогического института в педагогический университет. Офицер ордена Трёх звёзд (1997), доктор педагогики.